# 万聖街
『万聖街』（ばんせいがい、簡体字中国語: 万圣街、拼音: Wàn Shèng Jiē、英語: All Saints Street）は、中華人民共和国のWebアニメ。2016年よりWeiboにて連載されている零子還有鈔（簡: 零子还有钞）による漫画「1031万聖街」（簡: 1031万圣街）を原作としたシェアハウスコメディである。テンセントビデオにて5分構成のショートアニメとして独占配信されたことで話題となり、中国での総再生数は2億回を超えている。日本では日本語吹替版が2022年にTOKYO MX、とちぎテレビ、群馬テレビ、BS11、AT-Xで放送された他、ネット配信もされている。2022年に続編の制作も決定し、中国では2023年7月からテンセントビデオにて順次公開、日本語吹替版は2023年10月1日に7・8話1時間スペシャルとして放送、その後、順次配信が開始された。

## あらすじ
心優しい悪魔・ニールは、親友であるライブ配信者の吸血鬼・アイラに誘われ、人間界で暮らすことを夢見て万聖街にやってきた。彼が暮らすことになったアパートの1031号室には同居人がおり、アイラの他に部屋の大家で天使のリン、ミイラのアブーがいた。「人ならざる者たち」同士で共同生活をすることになったニールだったが、実は彼には魔王の力が眠っており、その力を巡って狼人間のダーマオやニールの兄・ニックも人間界にやってくるのだった。

## 登場人物
ニール（簡: 尼尔） / ニール・ボウマン
声 - 山下大輝 / 原語版の声 - 夏海青
本作の主人公の悪魔。愛称はニーニー（簡: 泥泥）。善良で素直であり、まるで天使のような悪魔である。原作と違い、アニメでは魔王（声：江原正士）の力が眠っている設定になっている。人間界に興味を持ち、両親の反対を押し切って人間界にやってきた。本来は山羊の姿をしている。
アイラ（簡: 艾勒） / アイラ・ブラッド
声 - 福山潤 / 原語版の声 - 藤新
吸血鬼。イギリス出身で、ニールとは長年のネット友達である。ゲーム実況者で、昼は寝ていて夜になるとライブ配信する。オタクで映画好きである。
ダーマオ（簡: 大毛）
声 - 前野智昭 / 原語版の声 - 杜炎喆
狼人間。筋骨隆々なマッチョだが、中身は素朴で純粋である。職業はデザイナー。原作と違い、アニメでは運が悪い設定になっている。魔王監視のため送り込まれ、ニールを警戒、監視している。
リン（簡: 林恩）
声 - 石川界人 / 原語版の声 - 郝祥海
天使。1031号室の大家で、まじめで保守的である。普段は中国語と英語の先生であり、みんなからリン先生（簡: 林老师）と呼ばれている。リリィを溺愛しており、彼女に好意を抱くニールを警戒している。また、ニックとはいざこざが絶えない仲である。
リリィ（簡: 莉莉）
声 - 高野麻里佳 / 原語版の声 - 施燕燕
天使でリンの妹。兄とは正反対に天真爛漫で明るい性格である。ニールの片思い相手。少年時代のリンの授業中に突然産まれ出たため、彼の妹になった過去を持つ。
ニック（簡: 尼克）
声 - 中村悠一、朝井彩加（中学生時代）、生天目仁美（女子ニック〈ニコル〉） / 原語版の声 - 张震
悪魔でニールの兄。ニールとは異父兄弟。精神的にかなり成熟した大人であるが、いたずら好きである 。ニールとは違い、純粋に悪魔的である。1031号室の住人ではないが、ニールの兄として部屋に出入りしている。リンとはいざこざが絶えない仲。
アブー（簡: 阿布）
声 - 堀江瞬 / 原語版の声 - 郝祥海
ミイラ。エジプト製で、1031号室では最年長である。大金持ちだが、趣味でアルバイトをしている。存在感が薄い。あまり普通に喋ることができないので、彼の台詞はいずれも字幕付きが多い。
イワン（簡: 伊万）
声 - 小野賢章
天使。リリィの友達で、リリィが天国の大学に通っていた時のクラスメイトである。ニールに興味を持つ。
ルイス
声 - 木村良平
ゾンビ。アメリカ出身の俳優である。ニールが来る前に1031号室に住んでいたが、撮影のため長い間留守にしていた。愛称はシャオルー（簡: 小陆）。
キュウゲツ（簡: 九月）
声 - 雨宮天
九尾の狐。もともとは「非人哉」のキャラクターで、「1031万聖街」が「非人哉」の姉妹編として連載が始まった経緯から万聖街にはニールの知り合いとしてゲスト出演している。
もも（簡: 桃子）
声 - 沢城みゆき
猫又。桜の国出身で、隣の1032号室に住んでいる。かなりの酒豪でニールらにそれを呆れられている。かつてはアイドルグループのメンバーだったが、酔っ払って道端に寝込んでいたところを週刊誌にすっぱ抜かれたことで、芸能界を引退した。酒乱である。
ジェームズ（簡: 詹姆斯） / ジェームズ・ホルト
声 - 山路和弘
ニックの実父で、ダンディで自由気ままな悪魔。警察官。
ドッティ（簡: 多蒂）とマーティ（簡: 马蒂）
声 - 佐倉綾音
アイラの双子の弟妹。イギリス生まれでいたずら好きの吸血鬼。兄には煙たがられている。
クリスタル（簡: 水晶）
声 - 伊藤静
ユニコーンのエクソシスト。スウェーデン生まれで姉御肌。ニックの中学生時代からの友人。愛称はクリス。

## エピソード一覧
| Ep | 話 | サブタイトル                                                 | 原題                                 | 配信日             | 放送日          |
| Ep | 話 | サブタイトル                                                 | 原題                                 | 中華人民共和国の旗 | 日本の旗        |
| -- | -- | ------------------------------------------------------------ | ------------------------------------ | ------------------ | --------------- |
| 01 | 1  | はじめまして、僕はニーニー                                   | 大家好，我叫包泥泥。                 | 2020年 4月1日      | 2022年 11月12日 |
| 02 | 1  | 友あり遠方より来たる、一緒に住む？                           | 有朋自远方来，一起住不？             | 2020年 4月1日      | 2022年 11月12日 |
| 03 | 1  | 天使の大家とナイスな住人                                     | 天使房东俏房客                       | 2020年 4月1日      | 2022年 11月12日 |
| 04 | 1  | 北から来た一匹のオオカミ                                     | 一匹来自北方的狼                     | 2020年 4月1日      | 2022年 11月12日 |
| 05 | 1  | 果報はわずか、災いは重なる                                   | 福无双至，祸不单行                   | 4月8日             | 2022年 11月12日 |
| 06 | 1  | バイトしよう！ニール！                                       | 打工吧！尼尔！                       | 4月15日            | 2022年 11月12日 |
| 07 | 2  | 魔王観察日記                                                 | 魔王观察日记                         | 4月22日            | 11月19日        |
| 08 | 2  | 狼人間観察日記                                               | 狼人观察日记                         | 4月29日            | 11月19日        |
| 09 | 2  | クリスマスはみんなで過ごそう                                 | 过圣诞节就是要一家人整整齐齐         | 5月6日             | 11月19日        |
| 10 | 2  | 天から舞い降りたリリィ                                       | 天上掉下个林妹妹                     | 5月13日            | 11月19日        |
| 11 | 2  | 僕の友達には好きな子がいる                                   | 我有个朋友，他有个喜欢的人           | 5月20日            | 11月19日        |
| 12 | 2  | あけましておめでとう、あけましておめでとう、みんなあけおめ〜 | 新年好啊，新年好啊，祝福大家新年好〜 | 5月27日            | 11月19日        |
| 13 | 3  | 空に轟音が響き 兄が颯爽と登場する                            | 天空一声巨响，老哥闪亮登场           | 10月14日           | 11月26日        |
| 14 | 3  | 上には上がいる                                               | 强中自有强中手，一山更比一山高       | 10月21日           | 11月26日        |
| 15 | 3  | 兄は弟のために大きな犠牲を払うもの                           | 哥哥就是要为弟弟两肋插刀             | 10月28日           | 11月26日        |
| 16 | 3  | 名前が貼ってあるお菓子は むやみに食べてはいけません          | 贴着名字的零食不要乱吃               | 11月4日            | 11月26日        |
| 17 | 3  | 寡きを患えずして 均しからざるを患う                          | 不患寡而患不均                       | 11月11日           | 11月26日        |
| 18 | 3  | その土地の事情に適した方法をとれば ゴミも宝物に変わる        | 因地制宜，变废为宝                   | 11月18日           | 11月26日        |
| 19 | 4  | 恋愛禁止の夏                                                 | 恋爱禁止的夏天                       | 11月25日           | 12月3日         |
| 20 | 4  | 兄のように父のように                                         | 如兄如父                             | 12月2日            | 12月3日         |
| 21 | 4  | ピクニックに行く前は 必ず天気予報を見よう                    | 出门野餐前一定要看好天气预报         | 12月9日            | 12月3日         |
| 22 | 4  | 制作費は全部 この回につぎ込みました                          | 制作经费都用在了这一集               | 12月16日           | 12月3日         |
| 23 | 4  | 制作費は全部 前回と今回につぎ込みました                      | 制作经费都用在了上一集和这一集       | 12月23日           | 12月3日         |
| 24 | 4  | 友よ また会おう！                                            | 啊，朋友再见！                       | 12月30日           | 12月3日         |
| 25 | 5  | 友だちの友だちも僕の友だち…かな？                            | 朋友的朋友也是我的朋友…吗？          | 2022年 1月26日     | 12月10日        |
| 26 | 5  | ホラーナイトin万聖街                                         | 万圣街惊魂夜                         | 2月2日             | 12月10日        |
| 27 | 5  | 家なし子 部屋がない！                                        | 房住光心慌慌                         | 2月9日             | 12月10日        |
| 28 | 5  | 誰もお見合いから逃げられない                                 | 谁也躲不过相亲局                     | 2月16日            | 12月10日        |
| 29 | 5  | 道端の子猫ちゃん 勝手に走り回らないでね                      | 路边的小猫别乱抱                     | 2月23日            | 12月10日        |
| 30 | 5  | Angel Is Watching You                                        | Angel Is Watching You                | 3月2日             | 12月10日        |
| 31 | 6  | 働け狼、全力で働け！                                         | 打工狼, 打工魂！                     | 3月9日             | 12月17日        |
| 32 | 6  | あと、どれくらいの魅力を隠しているのかな？                   | 还有多少惊喜是我不知道的             | 3月16日            | 12月17日        |
| 33 | 6  | お誕生日おめでとう、あなたの幸せを願います                   | 生日快乐，祝你快乐                   | 3月23日            | 12月17日        |
| 34 | 6  | 決戦 テニスの頂                                              | 决战网球之巅！                       | 3月30日            | 12月17日        |
| 35 | 6  | 幕が上がり、スポットライトが当たる                           | 幕帘升起，灯光就位                   | 4月6日             | 12月17日        |
| 36 | 6  | Make you feel my love                                        | Make you feel my love                | 4月13日            | 12月17日        |
| 37 | 7  | 妹の性格が突然すごく変わってしまった、どうしよう？           | 妹妹突然性情大变怎么办               |                    | 2023年 10月1日  |
| 38 | 7  | 旅行に行く前に必ず、見どころをチェックしよう                 | 去旅游之前一定要做好攻略             |                    | 2023年 10月1日  |
| 39 | 7  | 強き者でも地元のボスには勝てない                             | 强龙不压地头蛇                       |                    | 2023年 10月1日  |
| 40 | 7  | 一度行けば十分な場所もあるよね                               | 有些地方去过一次就够了               |                    | 2023年 10月1日  |
| 41 | 7  | アイラの弟と妹がこんなに可愛いはずがない                     | 艾勒的弟妹不可能这么可爱             |                    | 2023年 10月1日  |
| 42 | 7  | 悪霊悪霊飛んでけ〜                                           | 恶灵恶灵飞走啦                       |                    | 2023年 10月1日  |
| 43 | 8  | 迷った先に見えた景色                                         | 迷路的时候能看到不一样的景色         |                    | 2023年 10月1日  |
| 44 | 8  | いいニック、悪いニック                                       | 好尼克坏尼克                         |                    | 2023年 10月1日  |
| 45 | 8  | 皆報いられる日がきっとある                                   | 凡人皆有出头日                       |                    | 2023年 10月1日  |
| 46 | 8  | 生まれ変わった私はCEO？                                      | 重生之我是总裁?!                     |                    | 2023年 10月1日  |
| 47 | 8  | 交通事故？ 記憶喪失？ 人生の頂点を目指しちゃう?!             | 车祸？失忆？走上人生巅峰?!           |                    | 2023年 10月1日  |
| 48 | 8  | どうやってあなたを救おう マイ・エンジェル                    | 拿什么拯救你，我的天使！             |                    | 2023年 10月1日  |

## スタッフ
日本語吹替版の公式サイトより
- 原作 - 零子还有钞「1031万圣街」
- シリーズ構成 - 徐碧君
- 脚本 - 徐碧君、黄麗瑛、卡兹比
- 制作プロデューサー - 黄麗瑛、姜皓
- 監督 - 呆尾、小榕、栗子、阿根[14]
- 総監督 - MTJJ、顧傑
- コンテ - 小黄
- キャラクターデザイン - 魯伊
- 総作画監督 - 大爽
- 美術監督 - 魯伊、盲眼
- 撮影監督 - 涼爽
- 音楽 - 朴冉
- 音響効果 - 徐巍、婁孝誠
- アニメーション制作 - 寒木春華動画技術有限公司

オープニングテーマ「万圣街」
作詞：林铭・紫吉、作曲：大河内航太、歌：洛天依・言和・楽正綾・墨清弦、調声：Creuzer、ミキシング：人形兎

## 日本語吹替版
2022年11月12日（11月11日深夜）から12月17日まで、それまで配信されていた36エピソードを全6話にまとめた日本語吹替版が、TOKYO MX、とちぎテレビ、群馬テレビ、BS11、AT-Xで放送された。また、2023年9月24日（9月23日深夜）に第1話 - 第6話（EP1 - EP36）の総集編、同年10月1日（9月30日深夜）に追加の12エピソードを2話にまとめた7話・8話の日本語吹替版がTOKYO MX、とちぎテレビ、群馬テレビ、BS11で放送された。ナレーションを櫻井孝宏が担当した。

### スタッフ
日本語吹替版の公式サイトより
- 音響監督 - 岩浪美和
- 音響制作 - グロービジョン
- キャスティング協力 - ネルケプランニング

### 放送局
| 放送期間                  | 放送時間                     | 放送局       | 対象地域 | 備考                      |
| ------------------------- | ---------------------------- | ------------ | -------- | ------------------------- |
| 2022年11月12日 - 12月17日 | 土曜 0:00 - 0:30（金曜深夜） | TOKYO MX     | 東京都   |                           |
|                           |                              | とちぎテレビ | 栃木県   |                           |
|                           |                              | 群馬テレビ   | 群馬県   |                           |
|                           |                              | BS11         | 日本全域 | BS放送                    |
| 2022年11月13日 - 12月18日 | 日曜 22:30 - 23:00           | AT-X         | 日本全域 | CS放送 / リピート放送あり |

| 配信開始日     | 配信時間                   | 配信サイト | 備考 |
| -------------- | -------------------------- | --- | ---- |
| 2022年11月12日 | 土曜（金曜深夜） 0:30 更新 | ABEMA GYAO! ニコニコチャンネル Prime Video dアニメストア dアニメストア ニコニコ支店 dアニメストア for Prime Video U-NEXT アニメ放題 バンダイチャンネル Hulu FOD ひかりTV Video Market music.jp GYAO!ストア |      |
| 2020年11月15日 | 火曜（月曜深夜） 0:00 更新 | TELASA（見放題プラン） J:COMオンデマンド メガパック auスマートパスプレミアム milplus 見放題パックプライム                                                                                                  |      |
| 2022年12月     | 土曜（金曜深夜） 0:30 更新 | DMM TV |      |

### 主題歌
オープニングテーマ「万聖街（日本語歌唱版）」
作詞：yamachang、作曲・編曲：大河内航太、歌：さとうささら・すずきつづみ（CeVIO AI）、調声：ねじ式
エンディングテーマ「まわりまわる」
作詞・作曲・歌：ササノマリイ

### BD / DVD
| 巻 | 発売日         | 収録話                      | 規格品番               | 規格品番               | 規格品番 |
| 巻 | 発売日         | 収録話                      | BD限定版               | DVD限定版              |          |
| -- | -------------- | --------------------------- | ---------------------- | ---------------------- | -------- |
| 1  | 2023年2月1日   | エピソード1 - エピソード12  | ANZX-16391, ANZX-16392 | ANZB-16391, ANZB-16392 |          |
| 2  | 2023年3月8日   | エピソード13 - エピソード24 | ANZX-16393, ANZX-16394 | ANZB-16393, ANZB-16394 |          |
| 3  | 2023年4月12日  | エピソード25 - エピソード36 | ANZX-16395, ANZX-16396 | ANZB-16395, ANZB-16396 |          |
| 4  | 2024年11月29日 | エピソード37 - エピソード48 | ANZX-16398, ANZX-16399 | ANZB-16398, ANZB-16399 |          |

### Webラジオ
ニール役の山下大輝とリン役の石川界人によるWebラジオ『万聖街 1031号室Radio』が、音泉にて2022年11月9日から不定期で配信されている。